# Жанатлек (Майський район)
Жанатле́к (каз. Жаңатілек) — село у складі Майського району Павлодарської області Казахстану. Входить до складу Баскольського сільського округу.
Населення — 54 особи (2021; 115 у 2009, 328 у 1999, 324 у 1989).
Національний склад станом на 1989 рік:
- казахи — 100 %